# Нови Бурдж ал-Араб
Нови Бурж Ал Араб (на арабски: برج العرب الجديدة) е нов град в Египет с площ около 191 km2, разположен на югозапад от област Александрия. Основан е с президентски указ № 506 през 1979 г. близо до пренаселения Александрия, за да го облекчи.